# آب‌انبارهای بنارویه
آب انبارهای بنارویه مربوط به دوره صفوی است و در لار، محدوده شهر واقع شده و این اثر در تاریخ ۲ خرداد ۱۳۵۶ با شمارهٔ ثبت ۱۳۷۹ به‌عنوان یکی از آثار ملی ایران به ثبت رسیده است.